# Střechatka začoudlá
Střechatka začoudlá (Sialis fuliginosa) je druh hmyzu z řádu střechatek.

## Popis
Střechatka začoudlá má černé tělo dlouhé 12-18 mm. Křídla s rozpětím 20-38 mm má průhledná a začoudlá s černou žilnatinou. Drží je střechovitě složené nad tělem. Na hlavě má černé oči a dlouhá nitkovitá tykadla. Od ostatních druhů v Česku se dá rozeznat žilnatinou na křídlech a tvarem zadečku.

## Způsob života
Žije v blízkosti tekoucích vod od pahorkatin do hor. Sedí často na březích, na slunných místech, na vegetaci a kamenech. Dospělou střechatku lze vidět od května do července. Larvy žijí v bahně ve vodě a vyvíjí se 2 roky.

### Externí odkazy

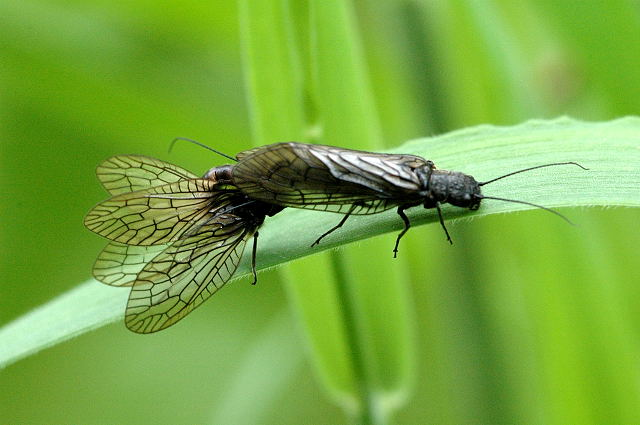
Střechatky začoudlé při rozmnožování.

## Výskyt
V Česku je to místy hojný druh.